# Onthophagus cambeforti
Onthophagus cambeforti är en skalbaggsart som beskrevs av Josso och Prévost 2000. Onthophagus cambeforti ingår i släktet Onthophagus och familjen bladhorningar. Inga underarter finns listade i Catalogue of Life.